# Real Weighted Hammer Action 3
Real Weighted Hammer Action 3, abbreviato RH3, è un sistema di pesatura dei tasti creato e venduto dalla Korg su alcune sue tastiere, tra cui M50.
La pesatura della tastiera serve ad emulare il feeling dato da una tradizionale tastiera di pianoforte, consentendo quindi maggior fedeltà dell'esecuzione. Un tasto di pianoforte preme contro un martelletto, che viene accelerato con una leva e fatto rimbalzare contro la corda, richiedendo quindi maggior pressione all'inizio del movimento, alleggerendo però il peso nella seconda parte della pressione del tasto e infine risentendo del ritorno del martelletto dopo il rimbalzo sulla corda.
Normalmente invece una tastiera tradizionale da synth ha una semplice molla che dona una pesatura uniforme durante la pressione del tasto, consentendo in compenso maggior leggerezza.
Allo stesso modo, una tastiera pesata da synth, non avendo corde e martelletti, emula la meccanica di un pianoforte attraverso sistemi meccanici di vario genere, come pesi e molle. Nel caso di RH3 non si tratta di un'emulazione ma di una vera simulazione, in quanto esiste un effettivo martelletto, esattamente come in un pianoforte tradizionale.